# Treharris
Treharris es una localidad situada en el condado de Merthyr Tydfil, en Gales (Reino Unido). Según el censo de 2021, tiene una población de 6300 habitantes.
Está ubicada al sur de Gales, a poca distancia al norte de Cardiff y del canal de Bristol.
Debido a la pendiente y la estrechez de los valles Taff y Taff Bargoed en Treharris, se han construido varios puentes y viaductos notables en el área.